# Portal znanja Leksikografskoga zavoda Miroslav Krleža
Portal znanja Leksikografskoga zavoda Miroslav Krleža (kraći nazivi Portal Leksikografskoga zavoda Portal znanja Leksikografskoga zavoda), mrežno sjedište računalnih inačica prethodno objavljenih Zavodskih izdanja koja će u potpunosti biti dostupna korisnicima. Sadržaj Portala znanja trenutačno čini 60 652 članaka. Portal je početak i nešto drukčijeg djelovanja Zavoda koji znanje što ga prikuplja i leksikografski obrađuje ne će prezentirati samo na papiru već i sve više, a naposljetku i prvenstveno, u elektroničkom obliku.
Leksikografski zavod Miroslav Krleža se tijekom posljednja dva desetljeća temeljito informatizirao na unutarnjem planu a usporedo s unutarnjim razvojem istupio javno u prostore Interneta.
Portal znanja zamišljen je kao ishodište pretraživanja izdanja Zavoda uređenih za prikaz na internetu. Pretražuje se cjelokupni sadržaj Hrvatskoga obiteljskog leksikona i pridodane natuknice iz ostalih izdanja. Za pretraživanje sadržaja ostalih izdanja valja ući u ta izdanja, kao zasebne cjeline. Osim Hrvatskoga obiteljskog leksikona putem portala dostupni su članci Istarske enciklopedije, Filmskoga leksikona, Nogometnoga leksikona, Krležijane te izbor članaka iz Hrvatskoga biografskog leksikona. Izdanja su međusobno povezana zajedničkim abecedarijem, načinjenim na temelju Hrvatskoga obiteljskog leksikona, što čini okosnicu portala na koju se povezuju istovjetne natuknice iz ostalih izdanja. Medicinski je leksikon kao sedma prinova portala trenutačno nepovezan u zajednički abecedarij.
Plan je Leksikografskoga zavoda Miroslava Krleže na portal znanja postaviti i povezati sva svoja digitalizirana, a rasprodana izdanja.

## Vanjske poveznice
- Portal znanja Leksikografskoga zavoda Miroslav Krleža
- Hrvatski obiteljski leksikon